# Robres
Robres ist eine Weinbau betreibende Gemeinde in der Provinz Huesca in der Autonomen Gemeinschaft Aragonien in Spanien. Sie liegt in der Comarca Monegros.

## Geschichte
Robres wird urkundlich erstmals bei der Eroberung des Orts durch König Alfons I. von Aragón genannt. Der Ortsname dürfte sich von einem Eichenwald (dem einzigen in der Comarca) ableiten.

## Bevölkerungsentwicklung seit 1991
| 1991 | 1996 | 2001 | 2004 |
| ---- | ---- | ---- | ---- |
| 715  | 709  | 653  | 661  |

## Sehenswürdigkeiten
- Neoklassische Kirche Nuestra Señora de la Asunción mit einer Kuppel
- Altes Kornhaus (granero), heute Gemeindeamt
- Ibero-romanische Urnenfeld von Castellar
- Volkskundemuseum